# Panajot Panajotow
Panajot Mitow Panajotow (bułg. Панайот Митов Панайотов, ur. 30 grudnia 1930 w Sofii, zm. w 1996) – piłkarz bułgarski grający na pozycji napastnika. W swojej karierze rozegrał 45 meczów w reprezentacji Bułgarii i strzelił w nich 5 goli.

## Kariera klubowa
Swoją karierę piłkarską Panajotow rozpoczął w klubie Sportist Sofia, w którym grał w latach 1946–1948. W 1949 roku został zawodnikiem CSKA Sofia. W CSKA występował do końca swojej kariery, czyli do 1964 roku. Wraz z CSKA 11 razy zostawał mistrzem Bułgarii w latach 1951, 1952, 1954, 1955, 1956, 1957, 1958, 1959, 1960, 1961 i 1962. Z kolei w latach 1951, 1954, 1955 i 1961 czterokrotnie wygrał Puchar Armii Sowieckiej.

## Kariera reprezentacyjna
W reprezentacji Bułgarii Panajotow zadebiutował 18 maja 1952 roku w wygranym 1:0 towarzyskim spotkaniu z Polską. W 1956 roku zdobył brązowy medal na igrzyskach olimpijskich w Melbourne. W 1962 roku został powołany do kadry na mistrzostwa świata w Chile, jednak na tym turnieju był rezerwowym zawodnikiem i nie rozegrał żadnego spotkania. Od 1952 do 1960 roku rozegrał w kadrze narodowej 45 meczów i strzelił 5 bramek.